# Тинда
Тинда (рус. Тында) град је у Русији у Амурској области.

## Географија
Површина града износи 124 km².

## Становништво
| 1939. | 1959. | 1970. | 1979.  | 1989.  | 2002.  | 2010.  |
| ----- | ----- | ----- | ------ | ------ | ------ | ------ |
| 4.600 | 3.099 | 3.422 | 41.742 | 61.996 | 40.094 | 36.275 |

## Градови побратими
- Веначи